# Ciosek
Ciosek – część wsi Obodowo w Polsce, położona w województwie kujawsko-pomorskim, w powiecie sępoleńskim, w gminie Sośno.
W latach 1975–1998 Ciosek administracyjnie należał do województwa bydgoskiego.